# 中国人民武装警察部队雪豹突击队
中国人民武装警察部队第二机动总队特种作战第一支队，通称中国人民武装警察部队雪豹突击队，驻地广东省广州市，隶属中国人民武装警察部队第二机动总队，主要担负面向全国以处置大规模劫持人质事件、中心区武力攻击为主的反恐作战任务。

## 沿革
2001年，美国911事件發生，国际反恐形势严峻。2002年12月13日，经中共中央、中央军委批准，决定在中国人民武装警察部队北京市总队第十三支队组建特勤大队，作为国家级专业反恐力量，主要担负大规模劫持人质事件核心区武力突击任务。2003年，该大队担负了“大规模劫持人质”反恐演习任务。2006年，该大队以“雪狼突击队”的名义首次对外公开亮相，在北京警察学院举行的北京奥运会安保实战培训启动仪式上表演了奥运安保实战反劫持项目。2007年6月24日，由中共中央总书记、国家主席、中央军委主席胡锦涛亲自批准命名为“雪豹突击队”。该部队又称中国人民武装警察部队北京市总队特种作战大队。
2007年9月，上级决定，“雪豹突击队”派员到俄罗斯与俄方的“勇士”部队举行“中俄合作-2007”联合反恐演习。截至2009年，雪豹突击队已先後參加過「長城」系列反恐演習、中俄聯合反恐演習、中國駐伊拉克和阿富汗大使館警衛任務及2008年北京奥运会安保等重大行動，並且完成了護送大使談判及解救人質等200多次隨行的警衛任務。2009年2月24日，中共中央政治局常委集体视察“雪豹突击队”。
2009年，在中华人民共和国成立60周年庆典中，雪豹突击队代表武警部队组成武警装甲车方队参加阅兵，这是中华人民共和国历次阅兵中第一次出现武警装甲车方队。2015年，在纪念中国人民抗日战争暨世界反法西斯战争胜利70周年大会中，雪豹突击队乘坐18辆新型白色武警反恐突击车，作为武警反恐突击车方队参加阅兵。2015年全队开赴新疆拜城参与维稳行动，担负武装侦查，女子化妆侦查，夜间战斗，捕俘等急难险重任务，涌现出了两个一等功，四个二等功，十三个三等功等一大批模范先进人物。有情报认为，自2017年起，中国派遣包括雪豹突击队在内的多支特种部队进入叙利亚境内与俄军特种部队协同作战。
2017年，在武警部队调整改革中，转隶中国人民武装警察部队第二机动总队。

## 已知裝備
雪豹突擊隊裝備精良，均屬高科技武器及用品，很多是中國自行研製。在2017年，每名隊員的隨身裝備總值逾58萬元人民幣

### 個人裝備
- 防爆眼罩
- 防彈盔
- 阻燃防彈背心
- 防腐制服
- 夜視鏡
- 热能探测器
- 匕首

### 通訊器材
- 無線監視器，俗稱眼珠，鏡頭可以環視，將即時畫面傳送回到配套的顯示屏。
- 无线音频接收器，俗称“耳朵”，由一个呈270度的扇形外廓包围，可以有效接收声波信号，并且即时将接收到的信号传输至“中央处理器”。

### 個人武器

#### 突擊步槍
| 武器名稱 | 原產地         | 備註 |
| -------- | -------------- | ---- |
| QBZ-95   | 中华人民共和国 | -    |
| CQ-A     | 中华人民共和国 | -    |

#### 衝鋒槍
| 武器名稱 | 原產地         | 備註 |
| -------- | -------------- | ---- |
| 06式     | 中华人民共和国 | -    |
| CS/LS2   | 中华人民共和国 | -    |
| QCW-05   | 中华人民共和国 | -    |

#### 狙擊步槍
| 武器名稱 | 原產地         | 備註 |
| -------- | -------------- | ---- |
| QBU-88   | 中华人民共和国 | -    |
| CS/LR4   | 中华人民共和国 | -    |

#### 輕機槍／通用機槍
| 武器名稱 | 原產地         | 備註 |
| -------- | -------------- | ---- |
| QJY-88   | 中华人民共和国 | -    |
| QJB-95   | 中华人民共和国 | -    |

#### 霰彈槍
| 武器名稱 | 原產地         | 備註 |
| -------- | -------------- | ---- |
| QBS-09   | 中华人民共和国 | -    |

#### 手槍
| 武器名稱 | 原產地         | 備註 | 參考資料      |
| -------- | -------------- | ---- | ------------- |
| QSZ-92 9 | 中华人民共和国 | -    | [ 14 ] [ 15 ] |

#### 特種武器
- 便攜式激光眩目槍
- 網槍，可於一瞬間發射巨網，射程為10多米，將疑犯重罩。防暴網面積達16平方米，可套住4人；防暴網以特製的強化尼龍（高強度聚乙烯纖維）製，難以割破。[16]
- 牆角槍
- 弓
- 弩
- 新型隱蔽偵察攻擊系統，俗稱眼鏡蛇，由武裝警察部隊工程學院研製生產，是一種集遠距離隱蔽偵察及攻擊於一體的特種武器，具備隱蔽我方、偵察敵情及搜尋目標等功能，能夠在短時間和極限環境下迅速制服疑犯，並且控制勢態。系統小巧靈便，位於前方的偵察攻擊軟管外形像眼鏡蛇，可從冷氣機系統孔、門縫、窗縫、通風孔等伸入疑犯負隅頑抗等的場所。偵察攻擊軟管可以移動，並且通過微波傳輸系統將現場情景傳送給指揮人員。此外，可以瞄準目標，發射子彈[17]。

### 警車
- 防彈車
- 裝甲車
- 攀登突擊車，用作運員，在活動情況中，破窗突入的一種新裝備。
- 綜合指揮車，是一輛集數據處理、偵察、通訊及指揮為一體的電腦倉庫車。